# Instytut Technik Innowacyjnych EMAG
Sieć Badawcza Łukasiewicz – AI (Instytut Sztucznej Inteligencji i Cyberbezpieczeństwa) – instytut badawczy z siedzibą w Katowicach przy ulicy Leopolda 31, działający w ramach Sieci Badawczej Łukasiewicz.
Instytut specjalizuje się w informatyce stosowanej, informatyce technicznej oraz technologiach informacyjnych. Prowadzi badania naukowe, prace rozwojowe i wdrożeniowe, a także realizuje krajowe i międzynarodowe projekty w zakresie cyberbezpieczeństwa, sztucznej inteligencji, analizy danych, cyfrowych usług publicznych, IoT, przemysłu 4.0 oraz idei smart cities i dostępności. Opracowuje, testuje i wdraża innowacyjne rozwiązania, produkty i usługi na rzecz przedsiębiorców, administracji publicznej, a także instytucji kultury, usprawniające ich funkcjonowanie, zwiększające efektywność, niezawodność i bezpieczeństwo.
Jednostka dysponuje kompleksem laboratoriów (akredytowanych i poza akredytacją) i pracowni wyposażonych w unikatową aparaturę i urządzenia kontrolno-pomiarowe, w których bada, opracowuje i rozwija produkty, urządzenia i technologie pod względem jakości, wiarygodności i bezpieczeństwa oraz w zakresie wsparcia realizowanych prac badawczych. Instytut prowadzi także działalność wzorcującą i certyfikacyjną oraz wydaje opinie techniczne.
Instytut nawiązuje i prowadzi współpracę z krajowymi i zagranicznymi jednostkami naukowymi i badawczymi, klastrami, sieciami naukowymi, centrami zaawansowanych technologii oraz jednostkami w strukturach samorządowych. Jest organizatorem konferencji i seminariów naukowych. Prowadzi specjalistyczne szkolenia wspierające rozwój specjalistycznych kompetencji, umiejętności twardych i miękkich w wielu różnych dziedzinach nauki.

## Historia
Historia instytutu sięga początków lat 50. XX wieku. W 1957 roku, z połączenia Centralnego Biura Konstrukcji Maszyn Górniczych z Instytutem Mechanizacji Górnictwa powstał Instytut Doświadczalno-Konstrukcyjny Przemysłu Węglowego, który w 1958 roku zmienił nazwę na Zakłady Konstrukcyjno-Mechanizacyjne Przemysłu Węglowego.
W latach 1974–1975 doszło do zmian w strukturze ZKMPW, kształtujących zarys przyszłego EMAG-u. Formalnie usankcjonowano je zarządzeniem Ministra Górnictwa i Energetyki, który dnia 30 grudnia 1975 roku powołał do życia Ośrodek Badawczo-Rozwojowy Systemów Mechanizacji Elektrotechniki i Automatyki Górniczej SMEAG. W 1990 roku, w wyniku zachodzących zmian na bazie zakładu o nazwie Ośrodek Badawczy Elektroniki i Automatyki Górniczej w Katowicach, zarządzeniem Ministra Przemysłu utworzono Ośrodek Badawczo-Rozwojowy Elektrotechniki i Automatyki Górniczej EMAG, który w 1992 roku zmienił nazwę na Centrum Elektryfikacji i Automatyzacji Górnictwa EMAG. 
Już w ciągu niespełna kilkunastu lat od utworzenia osiągnął pozycję znaczącego i cenionego ośrodka naukowo-badawczego, zwłaszcza w obszarach automatyki przemysłowej, systemów bezpieczeństwa i monitorowania zagrożeń naturalnych oraz aparatury. 1 stycznia 2007 roku w wyniku konsolidacji polskich jednostek badawczo-rozwojowych do Centrum EMAG zostały włączone: Instytut Systemów Sterowania (ISS) oraz Ośrodek Badawczo-Rozwojowy Gospodarki Energetycznej (OBRGE). Od tego czasu rozwijana była działalność w obszarze informatyki stosowanej.
We wrześniu 2009 r. jednostka zmieniła nazwę na Instytut Technik Innowacyjnych EMAG.
Z początkiem 2016 r., zmianie uległ organ nadzorujący instytut z Ministra Gospodarki na Ministra Cyfryzacji. Od tego czasu Instytut EMAG rozwija badania naukowe i prace rozwojowe w zmodyfikowanych obszarach działania: informatyka stosowana, informatyka techniczna, technologia informacyjna w monitorowaniu oraz kontynuuje badania laboratoryjne związane z certyfikacją i atestacją.
Od 1 kwietnia 2019 r. instytut współtworzy Sieć Badawczą Łukasiewicz – trzecią największą sieć badawczą w Europie. Łukasiewicz skupia liczne instytuty, zlokalizowane w kilkunastu miastach oraz zatrudnia kilka tysięcy pracowników. Sieć Badawcza Łukasiewicz pracuje dla przedsiębiorczości i wspiera rozwój polskich firm. Dostarcza klientom kompletne i konkurencyjne rozwiązania biznesowe w obszarach automatyki, chemii, biomedycyny, teleinformatyki, materiałów oraz zaawansowanego wytwarzania.
Od 3 lipca 2025 r. instytut funkcjonuje pod nazwą Sieć Badawcza Łukasiewicz - Instytut Sztucznej Inteligencji i Cyberbezpieczeństwa, w skróconej formie Łukasiewicz - AI. Dyrektorem instytutu jest dr hab. inż. Jan Kozak, prof. UE w Katowicach.